# London 0 Hull 4
London 0 Hull 4 è l'album di debutto della band inglese Housemartins, pubblicato nell'ottobre del 1986 dalla Go! Discs.

## L'album
Prodotto da John Williams e registrato presso gli Strongroom Studios di Londra, il disco venne promozionato con l'uscita di quattro singoli: Flag Day, che raggiunse la posizione numero 58 nella Official Singles Chart, Sheep (numero 54 classifica), Happy Hour (numero 3 in classifica) e Think for a Minute (numero 18 in classifica).
Il titolo del disco si riferisce, ironicamente, ai pessimi risultati delle squadre calcistiche londinesi, mortificate sportivamente dalle piccole compagini provinciali come, appunto, Hull, città natale della band. Altro probabile riferimento del titolo riguarda una famosa affermazione del cantante, Paul Heaton, secondo il quale la loro band era tra le quattro migliori di Hull, in confronto a nessuna buona band proveniente, in quel momento, da Londra.
Le note di copertina e i testi riflettono gli interessi di P.D. Heaton che, a quel tempo, riguardavano il cristianesimo e il marxismo. Sul retro della copertina è riportato il messaggio Take Jesus - Take Marx - Take Hope.

## Ristampe
Nel 1992 l'album è stato ripubblicato in formato cd e con quattro tracce aggiuntive. Sulla copertina è stata inserita la frase 16 songs - 17 hits!.
L'album è stato poi di nuovo ristampato il 22 giugno del 2009 in versione deluxe, con l'aggiunta di un secondo cd con bonus tracks, B-sides e registrazioni dal vivo.

## Tracce
1. Happy Hour -  (Heaton, Cullimore)
2. Get Up Off Our Knees -  (Heaton, Cullimore, Key)
3. Flag Day -  (Heaton, Cullimore, Key)
4. Anxious -  (Heaton, Cullimore)
5. Reverend's Revenge (strumentale) -  (Heaton, Cullimore)
6. Sitting on a Fence -  (Heaton, Cullimore)
7. Sheep -  (Heaton, Cullimore)
8. Over There -  (Heaton, Cullimore)
9. Think for a Minute -  (Heaton, Cullimore)
10. We're Not Deep -  (Heaton, Cullimore)
11. Lean On Me -  (Heaton, Wingfield)
12. Freedom -  (Heaton, Key)
13. He Ain't Heavy, He's My Brother -  (Russel-Scott) (solo su CD)
14. I'll Be Your Shelter (Just Like a Shelter) -  (Lloyd Charmers) (solo su CD)
15. People Get Ready -  (Curtis Mayfeld) (solo su CD)
16. The Mighty Ship -  (Cullimore/Heaton) (solo su CD)

## Formazione
- P.D. Heaton - voce, armonica a bocca
- Stan Cullimore - chitarra, voce
- Norman Cook - basso, voce
- Hugh Whitaker - batteria, voce

## Musicisti
- Peter Wingfield - pianoforte in Flag Day, Get Up Off Our Knees e Lean On Me
- Tony Pleeth - violoncello in Over There e Think for a Minute
- Jeffrey Wood - pianoforte in I'll Be Your Shelter